# Вімблдонський турнір 2005
Вімблдонський турнір 2005 — тенісний турнір, що проходив на трав'яних тенісних кортах Всеанглійського клубу лаун-тенісу і крокету з 20 червня по 3 липня. Це був третій турнір Великого шолома 2005 року.

## Фіналісти та переможці
Чоловіки, одиночний розряд
 Роджер Федерер переміг  Енді Роддіка, 6–2, 7–6, 6–4
Жінки, одиночний розряд
 Вінус Вільямс перемогла  Ліндсі Девенпорт, 4–6, 7–6 (4), 9–7
Чоловіки, парний розряд
 Стівен Гасс /  Веслі Муді перемогли  Боба Браяна /  Майка Браяна, 7–6 (4), 6–3, 6–7 (2), 6–3
Жінки, парний розряд
 Кара Блек /  Лізель Губер перемогли  Світлану Кузнєцову /  Амелі Моресмо, 6–2, 6–1
Мікст
 Марі П'єрс /  Магеш Бгупаті перемогли  Тетяну Перебийніс /  Пола Генлі, 6–2, 6–1